# Benizalón
Benizalón es un municipio español de la provincia de Almería, Andalucía. En el año 2020 contaba con 262 habitantes. Su extensión superficial es de 32 km² y tiene una densidad de 8,19 hab/km². Sus coordenadas geográficas son 37° 12′ N, 2° 14′ O. Se encuentra situada a una altitud de 936 m s. n. m. y a 60 kilómetros de la capital de provincia, Almería. Forma también parte de la villa, la pedanía de Fuente la Higuera.

## Toponimia
El nombre de Benizalón tiene una raíz, con toda seguridad, arabo-bereber. A través del tiempo ha ido viviendo la siguiente transformación: Benesanón => Benaçanón => Benzanó. Así, el nombre podría relacionarse con la tribu bereber de los Bannū Zannūn, compartiendo, por tanto, la etimología del nombre con Benisanó.

## Geografía física
Situado en la sierra de los Filabres, en un falso valle custodiado por los montes Picachón, Monteagud y Magregorio. Desde este último podemos contemplar las Sierras de Gádor, Almagrera, Segura y Los Vélez.

### Riesgos naturales
El municipio de Benizalón todavía no cuenta con un PTEL que cumpla con la Ley 5/2010 sobre autonomía local.

## Historia
Los primeros datos fidedignos de ocupación en la zona datan de la época morisca. Tras la expulsión de los moriscos del Reino de Granada, en el siglo XVI, la localidad pasó a pertenecer al Estado de Tahalá, posesión jurisdiccional de don Enrique Enríquez de Guzmán. Posteriormente pasó a manos del señorío del marqués de Águilafuente.
La fuerte emigración de los años sesenta hizo un daño irreversible a su demografía, siendo su población actual muy reducida y mayoritariamente envejecida.

## Geografía humana

### Organización territorial
Además de la cabecera municipal, Benizalón cuenta también con otras entidades de población según el nomenclátor publicado por el Instituto Nacional de Estadística: La Fuente de la Higuera y El Santuario de Monteagud.

### Demografía
Cuenta con una población de 252 habitantes (INE 2024).
| Gráfica de evolución demográfica de Benizalón entre 1842 y 2021                                                                                                   |
| |
| Población de derecho según los censos de población del INE. Población de hecho según los censos de población del INE.En este censo se denominaba Venizalón: 1842. |

### Economía
Tradicionalmente, y aún en la actualidad, la economía del lugar se basa fundamentalmente en el cultivo del almendro, el olivo, la vid y las huertas para uso propio de los habitantes. En cuanto a la ganadería, aún se crían cabras, gracias a los excelentes pastos de la zona, para la obtención de leche y carne, y se mantiene la tradición de realizar matanzas de cerdo en invierno para obtener las viandas que durarán para toda la estación. También existen panales para la elaboración de miel.
La cerámica y la ebanistería han sido popularmente las dos fuentes que ha tenido la artesanía de la zona. El fin principal es la decoración rústica y la fabricación - restauración de muebles. Las labores en esparto y en madera son las más típicas en el pueblo.
El turismo tradicional se prevé como el motor del futuro económico, no solo de la localidad, sino más bien de toda la zona interior de la provincia almeriense. Una buena infraestructura turística y un buen uso de los recursos, tanto históricos como naturales, podrán sobrevalorar una comarca con calidad medioambiental, tranquilidad y belleza paisajística.

#### Evolución de la deuda viva municipal
| Gráfica de evolución de Deuda viva del Ayuntamiento de Benizalón entre 2008 y 2019                                |
| |
| Deuda viva del Ayuntamiento de Benizalón en miles de Euros según datos del Ministerio de Hacienda y Ad. Públicas. |

## Símbolos
Benizalón solicitó permiso de la Junta de Andalucía para inscribir oficialmente el escudo y bandera que se utilizan a día de hoy el 18 de mayo de 2005, recibiendo la aprobación a enero de 2007.

### Escudo
Su descripción heráldica es la siguiente:

Escudo español: cortado: 1º, partido; 1º, de plata, 2º de gules, brochante sobre el todo una puerta de muralla del uno sobre el otro: la de gules, de origen cristiano superada de una cruz también de gules y la de plata de origen árabe con la cúpula que cubre la torre semiderruida; 2º, de azur, un monte de sinople acompañado, a la siniestra, de una estrella de ocho puntas de oro. Al timbre corona real cerrada.

### Bandera
La enseña del municipio tiene la siguiente descripción:

Paño de proporciones 2/3 dividido en dos franjas horizontales de igual tamaño. La superior dividida a su vez en dos franjas verticales, la del batiente de color rojo. La del asta de color blanco. La inferior de color azul con un triángulo de color verde que tiene su base en el ancho de la bandera y vértice en el centro de la misma. Sobre el todo, centrado, el escudo de armas del municipio.

## Servicios públicos

### Educación
El municipio cuenta con un colegio rural, el CPR Filabres, compartido con otras localidades, y con enseñanza hasta el primer ciclo de ESO. Los alumnos deben desplazarse hasta el instituto de Macael para continuar con su enseñanza obligatoria.

### Sanidad
El municipio cuenta con dos consultorios, dependientes del Complejo Hospitalario Torrecárdenas, que dan servicio solamente los miércoles, uno en la cabecera municipal y otro en La Fuente de la Higuera.

## Política
Los resultados en Benizalón de las últimas elecciones municipales, celebradas en mayo de 2023, son:
| Elecciones Municipales - Benizalón (2023) | Elecciones Municipales - Benizalón (2023) | Elecciones Municipales - Benizalón (2023) | Elecciones Municipales - Benizalón (2023) | Elecciones Municipales - Benizalón (2023) |
| Partido político                          | Partido político                          | Votos                                     | %Válidos                                  | Concejales                                |
| ----------------------------------------- | ----------------------------------------- | ----------------------------------------- | ----------------------------------------- | ----------------------------------------- |
|                                           | Partido Popular (PP)                      | 119                                       | 74,37%                                    | 6                                         |
|                                           | Partido Socialista Obrero Español (PSOE)  | 35                                        | 21,87%                                    | 1                                         |

### Alcaldes
| Legislatura | Nombre                                                         | Partido Político      |
| ----------- | -------------------------------------------------------------- | --------------------- |
| 1979-1983   | José Carrique López                                            | Coalición Democrática |
| 1983-1987   | José Carrique López                                            | Alianza Popular       |
| 1987-1991   | Raimundo Cid Lara (1987-1988) Raimundo Cid Sánchez 81988-1991) | PSOE Partido Popular  |
| 1991-1995   | Manuel Rubio García                                            | CDS                   |
| 1995-1999   | Emilio Cid Alonso                                              | PP                    |
| 1999-2003   | Emilio Cid Alonso                                              | PP                    |
| 2003-2007   | Emilio Cid Alonso                                              | PP                    |
| 2007-2011   | Emilio Cid Alonso                                              | PP                    |
| 2011-2015   | Emilio Cid Alonso                                              | PP                    |
| 2015-2019   | Emilio Cid Alonso                                              | PP                    |
| 2019-2023   | Alejandro Cid Carrique                                         | PP                    |
| 2023-act    | Alejandro Cid Carrique                                         | PP                    |

## Cultura

### Patrimonio

#### Iglesia de la Virgen de las Angustias

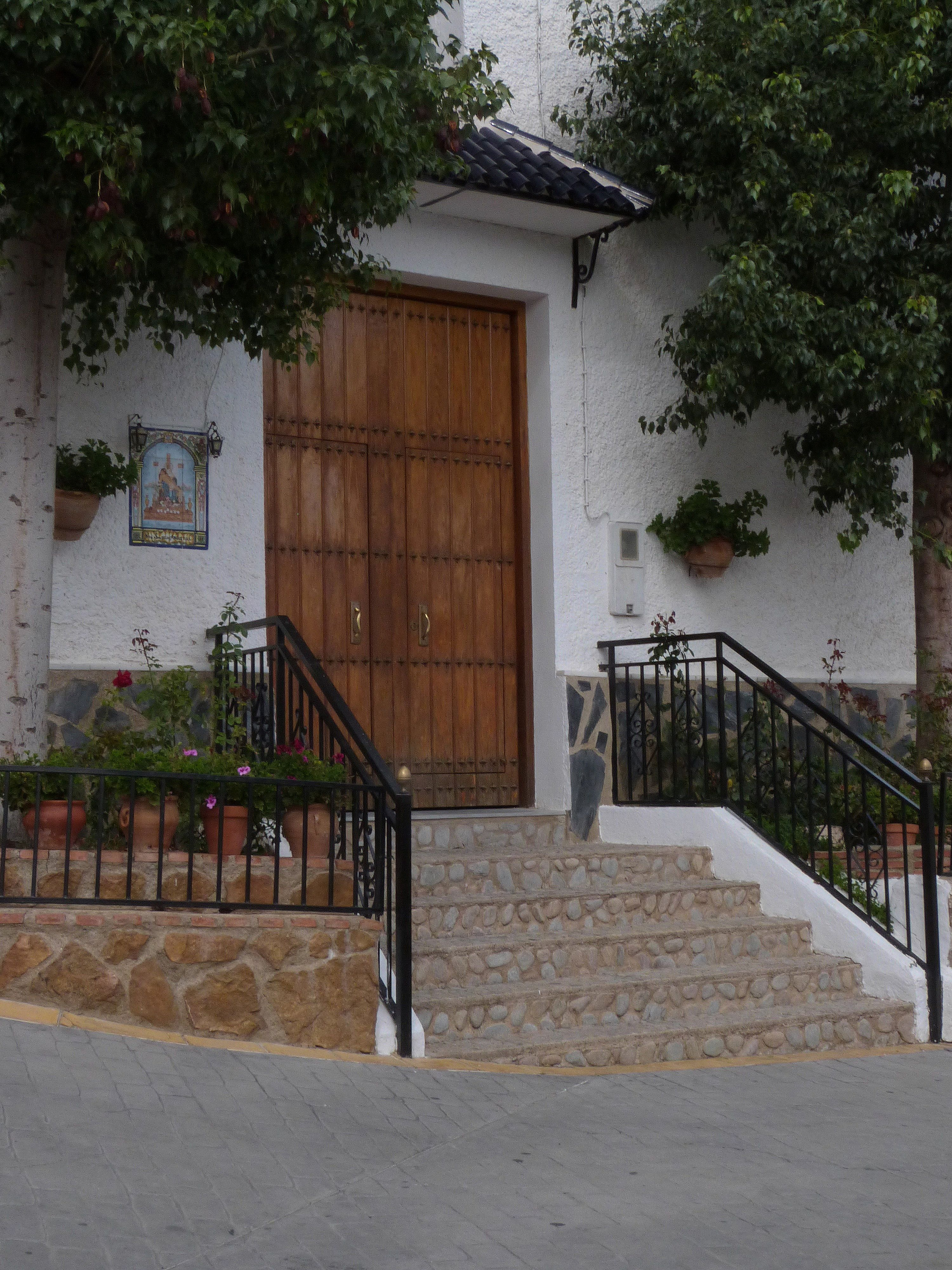

La iglesia de la Virgen de Las Angustias, levantada sobre la antigua mezquita (al igual que su torre sobre el minarete), data del siglo XVI, y es planta de cruz griega, cubierta la nave por un hermoso artesonado mudéjar. Impresiona también el coro, creado con gran originalidad. Exteriormente es muy sencilla; la torre data de 1886 según una lápida depositada a los pies. El interior se distribuye en altar mayor (dedicado a la Virgen de Las Angustias) y en las dos capillas laterales (una en honor a Jesús Nazareno y otra a la Virgen de la Soledad). En 1570 el beneficiado es Juan de Solís. El templo conserva imágenes de exquisito valor, siendo la más antigua la del Santo Cristo, muy venerada entre los vecinos, además de la Virgen de las Angustias, patrona de la localidad, a Jesús Nazareno y a la Virgen de la Soledad.

#### Plaza de la Constitución
La Plaza de la Constitución ha sido siempre lugar de encuentro para la realización del juego de pelota. En ella podemos aún vislumbrar la placa que le da nombre desde 1881. En este lugar se situó la antigua escuela, actual centro social para la tercera edad, y en la actualidad se levantan casas alineadas en torno a la plaza junto al restaurante del pueblo.

#### Despoblado de Benimina
Entre los parajes de El Almendral, Era Alta y La Galera está el Despoblado de Benimina (Belemina), antiguo acuartelamiento con casa señorial y treinta viviendas más, tres tiendas, y un cementerio próximo. Apenas se conservan restos de los muros de la fortaleza. Se considera como el asentamiento original de los primeros pobladores de Benizalón. El camino que une Benizalón y la ermita de Monteagud es por el que mejor se puede ir a ver los restos. Pertenece a la época en la que la zona era señorío de los Enríquez. Se debió de utilizar como lugar de acuartelamiento para la zona comprendida entre Alcudia de Monteagud y Uleila del Campo.

#### Otros restos arqueológicos
Ahondando aún más en el valle, se conservan restos de una fortaleza árabe, de la que apenas conservamos los muros exteriores realizados en piedra de la zona.

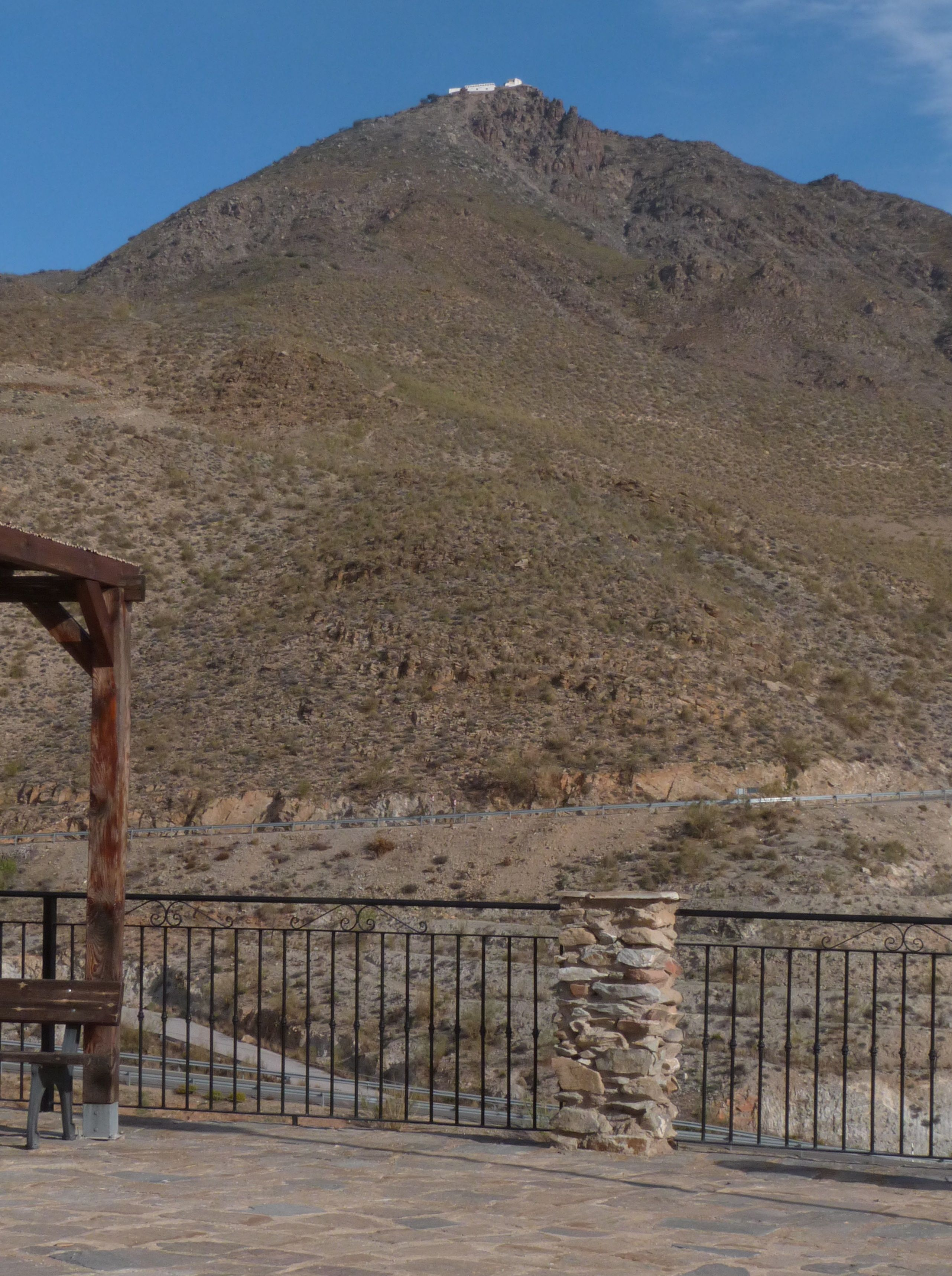
El Santuario de Monteagud

### Ermita de Nuestra Señora de Monteagud
El cerro de Monteagud es uno de los lugares más singulares y significativos de toda la provincia y más visitados en Benizalón; en su cumbre se encuentra la ermita de la «Milagrosa Imagen de Nuestra Señora de Monteagud (Virgen de la Cabeza), aparecida, según la leyenda, sobre una encina en el cerro del mismo nombre, donde se venera». Ocupa el solar de una rábita musulmana que llamaban Montahur y es centro de peregrinación provincial.

### Arquitectura tradicional
En cuanto a la arquitectura tradicional, la población distribuye las viviendas, de dos plantas la mayoría, por las laderas que confeccionan el valle donde se asienta la villa, la mayoría blanqueadas con grandes puertas y minúsculas ventanas, tradición conservada a lo largo del tiempo como medida de preservar el frío en verano y el calor en invierno. Las chimeneas aún conservan la típica chimenea de planta cuadrada. Todo ello da lugar a la creación de calles amoriscadas adaptadas al terreno, resultando cuestas tortuosas, estrechas y empinadas. Resulta pues un pueblo típicamente árabe.
Empedradas, estrechas, limpias y cuidadas calles entre fachadas de cal blanca que recuerdan momentos de una historia preñada de creación y poesía, como la Tejera, La Fuente, La Estación, Oficiales, Castillico, Las Pequeñicas, La Carrera, Las Peñicas o el Toril.
Aún se respeta la manera de distribuir las habitaciones en la vivienda: en la planta baja, la vivienda propiamente dicha; en la planta superior, las cámaras, habitaciones destinadas al secado de los alimentos obtenidos durante la matanza. Los corrales se sitúan en la parte más baja de la vivienda o en edificio aparte junto a almacenes o locales.

### Gastronomía
La gastronomía de Benizalón es digna de mencionar; además de quesos y el aceite de la tierra, no podemos dejar de nombrar los embutidos de la matanza, los ajos y las especias. Los turrones, realizados con miel y almendra de la misma localidad, y las mermeladas son dignas de renombre.
Platos calientes: migas, puchero, caldo de huevos, gurullos (pasta de harina, agua y aceite que se desmenuza formando granos), acelgas esparragadas, remojón, pelotas, choto a la pastoril, trigo guisado, fritada de sangre y hornazo.
Dulces: roscos de aguardiente, roscos de naranja, almendrados y suspiros.
En cuanto a nombres, se puede probar desde las típicas gachas, a las gachas tortas, la zaramandoña hasta los roscos y las yemas para Semana Santa y Navidad. Como bebida, debe conocer la mistela, una bebida obtenida del primer vino más anís y otros ingredientes de la comarca.

### Patrimonio cultural inmaterial
Anualmente el último domingo de abril, el pueblo de Benizalón realiza la romería de la patrona de los dieciséis pueblos que conforman la sierra de Los Filabres, la Virgen de la Cabeza o la Virgen de Monteagud. Con cantos y vivas, los habitantes de Benizalón y de los demás pueblos de la comarca trasladan a la Virgen hasta la iglesia de Las Angustias del pueblo, donde se quedará hasta el último domingo de junio para recibir culto por todos los que lo deseen.
Las Hogueras de San Antón (16 de enero) también son muy populares en el pueblo, junto con las de San Juan (solsticio de verano), en las que se quema leña y los enseres que ya no se desean: dar abandono a lo viejo para dar entrada a lo nuevo.
En el segundo fin de semana de agosto, se celebra "El día de Las Mozas", un fin de semana en el que las mujeres toman las riendas del pueblo y son ellas las que mandan. Estas fiestas están dedicadas a la patrona de la localidad, la Virgen de Las Angustias. Se realizan juegos, verbenas, conciertos y concursos de gastronomía para los habitantes y visitantes, además de una gran paellada para los asistentes.
El ocho de septiembre, se realiza una peregrinación hacia la ermita de la Virgen de la Cabeza en el cerro de Monteagud, en donde unas continuas idas y venidas de peregrinos dejan sin descanso a una tranquila ermita que es durante el resto del año.
En Navidad también es típico realizar la comida del día 25 en común con el resto del pueblo y el Día de Reyes realizar una visita de estos a todos los habitantes. "La Danza de los Pastores" Auto Sacramental del Nacimiento de Jesús realizado por los habitantes de Benizalón; habitualmente se realiza en una zona a la que puedan acudir un gran número de visitantes.